# Sauber C9
La Sauber C9 è uno Sport Prototipo da competizione realizzato in base alle norme FIA categoria Gruppo C, venne schierata dalla scuderia elvetica nel Campionato Mondiale Sport Prototipi dal 1987 al 1990.

## Caratteristiche tecniche
Costruita dalla Sauber nel 1987 secondo i regolamenti della categoria Gruppo C classe 1, è una diretta evoluzione della precedente Sauber C8, in totale sono stati realizzati 6 telai.
La vettura dispone di un telaio monoscocca in alluminio a nido d'ape con rinforzi in fibra di carbonio, carrozzeria in kevlar e fibra di carbonio. Il propulsore è collocato in posizione centrale posteriore longitudinale, collegato ad un cambio meccanico Hewland a cinque rapporti che trasmette la trazione sull'asse posteriore. Le sospensioni, sia all'avantreno che al retrotreno, hanno uno schema a doppi triangoli sovrapposti, con molle elicoidali e ammortizzatori, comprensive di barre di torsione stabilizzatrici.  L'impianto frenante è composto da 4 freni a disco autoventilati con pinze Brembo, è equipaggiata con pneumatici Goodyear, il peso totale è di circa 900 kg, il serbatoio del carburante ha una capienza di 99 litri di benzina, l'elettronica è curata dalla Bosch.
 Per raffreddare gli organi meccanici vi sono: un radiatore per il motore posto sul muso davanti all'asse anteriore, due intercooler posizionati lungo le fiancate davanti alle ruote posteriori ed alimentati da due prese d'aria di tipo NACA, un radiatore per il raffreddamento dell'olio collocato sopra il differenziale posteriore.
La veste aerodinamica per quanto riguarda la conformazione della carrozzeria non appare particolarmente estremizzata, sull'avantreno vi è uno splitter prominente che incanala l'aria nel sottoscocca, al retrotreno è presente un grande diffusore che genera effetto suolo, sormontato da un alettone; la vettura in configurazione ad alto carico aerodinamico genera un valore di 2.222 kg di deportanza alla velocità di 320 km/h con una resistenza all'avanzamento di 555 kg. 

### Motore
La prima versione della Sauber C9, schierata nel 1987, è mossa da un motore V8 Mercedes-Benz M117 con un angolo tra le bancate di 90°, la cilindrata è di 4.973 cm³, la distribuzione è a due valvole per cilindro, è sovralimentato mediante due turbocompressori KKK K27 con una pressione di esercizio di 0,7 bar, questa unità motrice è in grado di sviluppare in condizioni di gara una potenza massima di oltre 700 CV a 7.000 giri/min. Inizialmente i motori delle C9 venivano curati dal preparatore Mader, ma col successivo coinvolgimento della Mercedes-Benz, se ne occupò direttamente il proprio dipartimento di ricerca e sviluppo della casa, diventando motori ufficiali.

Nella stagione 1989 viene introdotta un'evoluzione di motore, la nuova unità denominata Mercedes-Benz M119, dispone di una testata realizzata in lega d'alluminio, con doppio albero a camme e distribuzione a 4 valvole per cilindro, diversi affinamenti permettono di ottenere un minor consumo di carburante nonostante una maggior potenza salita a 720 CV a 7.000 giri/min e con una coppia motrice di 810 Nm a soli 3.500 giri/min.

## Risultati sportivi

### Il debutto
La Sauber C9 è schierata inizialmente nel 1987 sotto le insegne della Kuoros Racing, principale sponsor della squadra, ma il budget limitato consente di partecipare solo ad alcune prove del Campionato Mondiale Sport Prototipi. Anche le prestazioni della vettura non sono entusiasmanti, nonostante delle buone potenzialità, come il giro più veloce in corsa alla 24 Ore di Le Mans e una pole position, il risultato migliore della stagione non va oltre il sesto posto in gara, tanto che lo sponsor Kuoros si ritira.

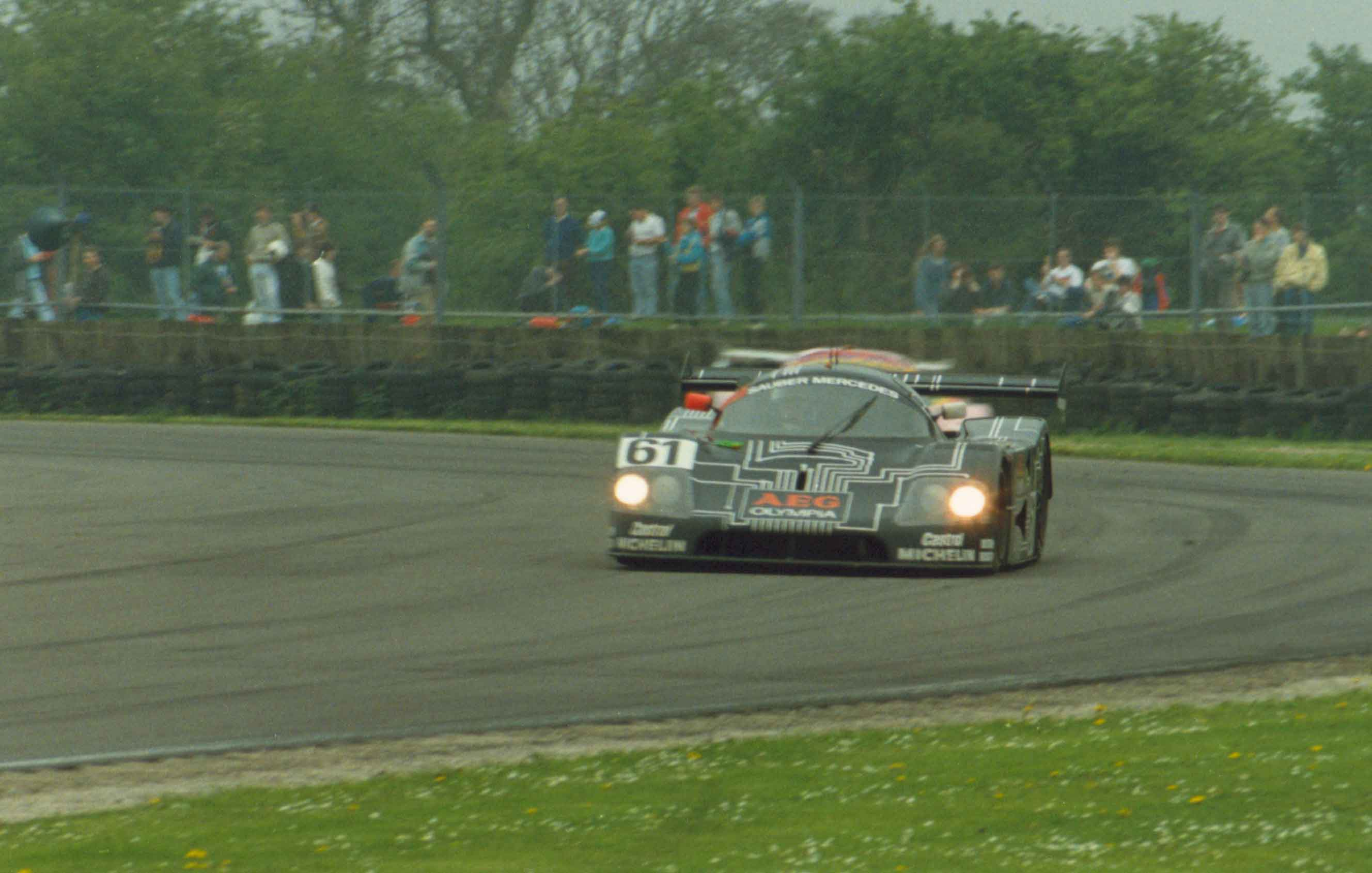
La Sauber C9 della stagione sportiva 1988

### Le prime vittorie
Nel 1988 la C9 riappare sotto i colori della AEG-Olympia, marchi che appartengono alla galassia Daimler-Benz, la quale tutt'altro che scoraggiata dalla stagione 1987, rafforza il legame con Sauber investendo capitali e fornendo consulenze tecniche. Il prototipo diventa competitivo, inanellando diverse pole position, giri veloci e ottenendo 5 vittorie, il team Sauber termina il campionato al secondo posto alle spalle della Jaguar XJR-9.
 
Alla 24 Ore di Le Mans 1988 invece, le C9 manifestano seri problemi di assetto nei tratti veloci, l'effetto suolo che il corpo vettura produce alle alte velocità raggiunte in rettilineo, è talmente elevato da compromettere gli pneumatici Michelin, che faticano a resistere alle sollecitazioni derivanti dal carico aerodinamico e dall'usura della velocità, tanto che si verificano anche scoppi improvvisi delle gomme posteriori delle C9 lanciate a tutta velocità durante le qualifiche. La Sauber allarmata da questi inconvenienti, preferisce non prendere rischi e decide quindi di ritirare le sue vetture dalla gara, Max Welti, team manager della squadra elvetica dichiarò: "Sfortunatamente abbiamo preso questa decisione dopo aver avuto un incidente ieri sera sul rettilineo dell'Hunaudières ad una velocità di 360 km/h, abbiamo tentato di risalire alla causa di questo incidente ma purtroppo non abbiamo trovato niente, abbiamo discusso a lungo sia con i nostri fornitori sia ovviamente con i nostri piloti ma non abbiamo individuato il problema, pensiamo che soprattutto qui a Le Mans non sia il caso di prendere rischi elevati perciò per quest'anno dobbiamo ritirare le nostre vetture".

### L'anno dei trionfi
Il 1989 è un anno ricco di successi per la C9, che oramai è sempre più identificata come Mercedes-Benz C9, è il cosiddetto ritorno delle frecce d'argento, vincendo tutte le prove del Campionato Mondiale Sport Prototipi tranne una che va alla Porsche 962, conquista il titolo costruttori e piloti con Jean-Louis Schlesser.
Soprattutto dopo 37 anni la Mercedes-Benz torna al successo alla 24 Ore di Le Mans, dimostrandosi molto competitiva sia nelle prove, durante le quali raggiunge i 400 km/h sul rettilineo delle Hunaudières, sia in gara con il primo e secondo posto, l'equipaggio vincitore è composto da Jochen Mass, Manuel Reuter e Stanley Dickens.
La C9 viene utilizzata per l'ultima volta dalla Sauber in occasione della prova di apertura del mondiale 1990, la 480 km di Suzuka, gara che viene vinta e che sancisce la fine della carriera agonistica del prototipo, che verrà poi definitivamente sostituito dalla Mercedes-Benz C11 nelle restanti prove di campionato 1990.